# Clarembaud V de Chappes
Pour les articles homonymes, voir Clarembaud de Chappes.
Clarembaud V de Chappes (né vers 1155 - † vers 1205) est seigneur de Chappes et vicomte de Troyes à la fin du XIIe siècle. Il est le fils de Clarembaud IV de Chappes, seigneur de Chappes, et d'Ermengarde (de Montlhéry ?).

## Biographie

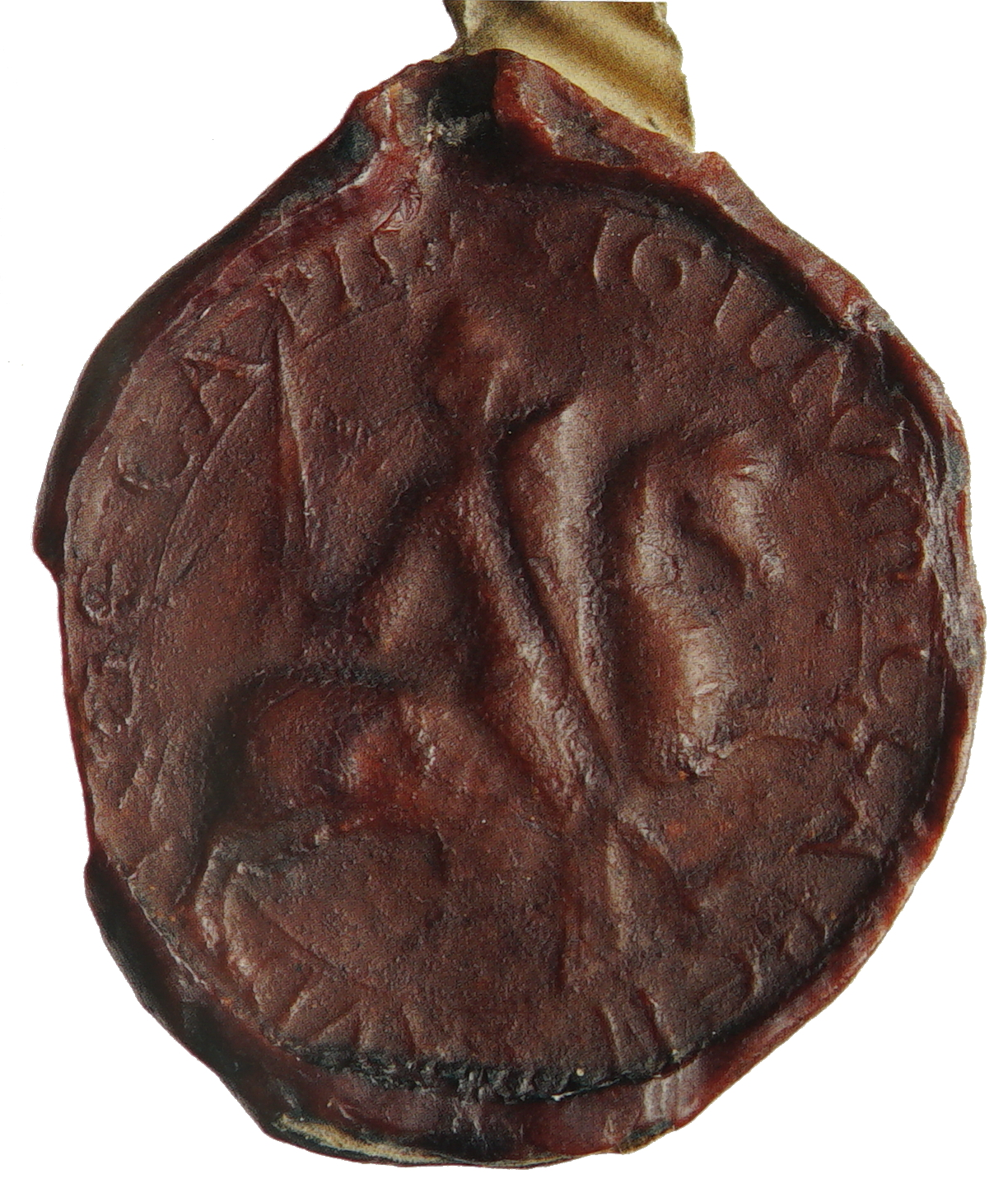
Sceau de Clarembaud V.

En 1173, il fait un don à l'abbaye de Larrivour avec Galeran de Vendeuvre et Érard II, comte de Brienne, qui sera approuvée par le comte de Champagne Henri le Libéral.
En 1189, alors qu'il s'est engagé à participer à la troisième croisade, il donne à l'abbaye de Montiéramey quarante arpents de terre au bois de Dosches ainsi qu'un serf avec sa famille.
En 1190, il se joint avec son frère Gui de Chappes au comte de Champagne Henri II, ainsi qu'aux rois Philippe-Auguste et Richard Cœur de Lion, qui partent en terre sainte, et il participe au siège de Saint-Jean-d'Acre.
En 1194, il donne à l'abbaye de Mores son fief de Chervais (Villemorien), sauf le fief relevant de dame Ysabiaus, dite Orinde.
En 1197, il fait don à l'abbaye de Montiéramey de biens à Champigny (Laubressel) provenant d'un chevalier nommé Pierre de Fouchères, avec l'accord de sa femme de qui ces biens provenaient.
En 1197 toujours, Geoffroi de Villehardouin se porte caution pour lui pour quarante livres envers l'abbaye de Montiéramey pour les obligations concernant le don qu'il leur a fait.
En 1199, il donne à l'Hôtel-Dieu-le-Comte de Troyes trente arpents de pré à Menois.
En 1201, il est un des barons champenois désigné par le roi Philippe-Auguste pour être des accords intervenus entre lui et la comtesse Blanche de Navarre.
En 1203 et 1204, il donne diverses sommes d'argent à l'ordre de Saint-Jean de Jérusalem, à l'abbaye de Moutiers-Saint-Jean, à l'abbaye de Larrivour, à l'abbaye de Montiéramey, au chapitre de Troyes.
En 1204 ou 1205, il décède lors d'un pèlerinage à Saint-Jacques-de-Compostelle,.

## Mariage et enfants
Avant 1179, il épouse Hélissent de Traînel, fille de Garnier II de Traînel, seigneur de Marigny, et d'Hélissent de Marigny, dont il a six enfants :
- Clarembaud VI de Chappes, qui succède à son père ;
- Gui de Chappes, chanoine à la collégiale Saint-Étienne de Troyes en 1218 puis prévôt en 1223, archidiacre de l'église d'Autun en 1205 puis prévôt en 1256 (mort en 1266) ;
- Élisabeth de Chappes, qui épouse soit Othon de La Roche, duc d'Athènes, seigneur de Ray, fils de Pons II de la Roche et de Mathélie, soit Geoffroi Ier de Villehardouin ; elle eut dans un cas ou l'autre plusieurs enfants ;
- Garnier de Chappes, cité dans une charte en 1198 ;
- Marguerite de Chappes, religieuse au prieuré de Foicy en 1209 ;
- Gautier de Chappes, seigneur de Percey. Il hérite probablement de la vicomté de Troyes. Damoiseau en 1228 puis chevalier  en 1236. Il épouse en 1232 Agnès, probable dame de Percey, fille de Ferri de Cudot, dont il a au moins une fille :
  - Hélissent de Chappes, vicomtesse de Troyes, qui épouse André II de la Brosse, dont elle a des enfants. La famille de La Brosse vendra ensuite la vicomté de Troyes au comte de Champagne en 1258.